# Dubove (Zakarpatská oblast)
Dubove (ukrajinsky Дубове, rusky Дубовое, maďarsky Dombó, česky Dubovo) je městys (ukrajinsky selyšče) ležící v okrese Ťačiv v Zakarpatské oblasti Ukrajiny, asi 33 kilometrů severovýchodně od města Ťačiv. V roce 2025 zde žilo 9945 obyvatel; v celé obci pak 11780 obyvatel.
Městysem, rozkládajícím se při úpatí Karpat, protéká řeka Teresva. 

## Části obce
- Dubove
- Vyšnij Dubovec, ukrajinsky Вишній Дубовець
- Nyžnij Dubovec, ukrajinsky Нижній Дубовець[2]

## Dubovská venkovská komunita (hromada)
V městysu se nachází centrum Dubovské venkovské komunity, do které patří tyto obce a jejich části:
- Dubove
- Vyšnij Dubovec, ukrajinsky Вишній Дубовець
- Nyžnij Dubovec, ukrajinsky Нижній Дубовець
- Kalyny, ukrajinsky Калини
- Krasna, ukrajinsky Красна

V roce 2025 žilo v této územní komunitě 20584 obyvatel.

## Historie
První písemná zmínka o městysu pochází z roku 1336. Na významu získalo poté, co místní lesní správa začala verbovat lesní dělníky z Čech, kteří se v oblasti začali usazovat. V minulosti městys patřil Rakousku-Uhersku, od jeho rozpadu v roce 1918 až do roku 1938 byl pod názvem Dubovo součástí Československa. V roce 1922 zde byl obecní notariát, četnická stanice a poštovní úřad. V roce 1930 zde žilo 4 416 obyvatel; z toho 36 Čechů, 3 468 Rusínů, 139 Němců, 56 Maďarů, 706 Židů a 11 cizinců.  Od 15. dubna 1939 byla obec součástí samostatného státu Karpatská Ukrajina; o několik dní později bylo Zakarpatí obsazeno maďarskými vojsky. V roce 1944 byl městys s okolím na základě zfalšovaného referenda pod dohledem sovětských vojsk připojeno k Ukrajinské SSR.

## Rodáci
- Jiří Sopko (* 1942) – český malíř, grafik a sochař